# David Hamilton
Pour les articles homonymes, voir Hamilton.
Ne doit pas être confondu avec Gustaf David Hamilton.
David Hamilton, né le 15 avril 1933 à Londres et mort le 25 novembre 2016 à Paris, est un photographe et réalisateur britannique.
Installé en France dès les années 1950, il se fait connaître par ses photos qui mettent principalement en scène de très jeunes filles adolescentes dénudées dans des poses érotiques. Il réalise également plusieurs films érotiques dans le même style. Son travail est très largement diffusé, montré, publié, y compris auprès du grand public, dans les années 70 et 80, puis passe progressivement de mode.
Dans les années 2000, il est accusé de promouvoir la pédocriminalité. Il est ensuite accusé de viols sur plusieurs de ses anciens modèles, adolescentes à l'époque des prises de vues.

## Biographie

### Jeunesse
Fils unique d’une mère au foyer et né d’un père inconnu, David Hamilton passe son enfance à Londres, en Angleterre. Pendant la Seconde Guerre mondiale, il séjourne quelque temps dans le Dorset, dont les paysages inspirent ses œuvres. À la fin de la guerre, il retourne à Londres pour poursuivre sa scolarité.

### Carrière

#### Débuts
Employé dans un bureau d'architecte, il prend conscience de ses talents artistiques et, à vingt ans, déménage à Paris, où il travaille comme styliste graphique pour Peter Knapp du magazine Elle. Après s'être fait connaître et alors qu'il travaille toujours pour Elle, David Hamilton est recruté comme directeur artistique par le magazine Queen à Londres, poste qu'il conserve six mois. Il comprend cependant qu'il préfère la vie parisienne et repart bientôt. De retour à Paris, il devient directeur artistique pour les magasins du Printemps. Alors qu'il exerce toujours cette fonction, il commence en 1966, à 33 ans, sa carrière de photographe professionnel. Son style aérien va rencontrer un succès immédiat. Ses photographies sont publiées dans de nombreux magazines notamment Réalités, Twen ou Photo, dirigé par Jean-Jacques Naudet.

#### Notoriété
Dans les années 1970, alors qu'il demeure boudé par les critiques d'art et les collections publiques, David Hamilton voit son travail exposé dans les « galeries branchées » du monde entier. En mai 1975, le magazine Lui publie le journal privé du photographe. En décembre 1977, l'Images Gallery à Manhattan expose ses photographies. Son style devient alors un élément reconnaissable de la « pop culture » et de nombreuses publicités de l'époque s'inspirent volontiers du « flou hamiltonien ».
Entre 1977 et 1984, il réalise une série de films érotiques dans lesquels il transpose le style de ses photos (des jeunes filles dénudées). Après Bilitis, il tourne Laura, les ombres de l'été, Tendres Cousines et, enfin, Premiers Désirs dans lequel apparaît Emmanuelle Béart.
En 2006, il écrit un recueil de nouvelles intitulé Erotic Tales et les éditions de La Martinière publient une monographie couvrant cinquante années de son travail ; depuis, ses livres ne sont plus réédités. En 2009, Mélanie Thierry pose pour le photographe en couverture du magazine Soon.
Le 6 octobre 2009, à propos de Roman Polanski que la police suisse vient d’arrêter, Dominique Sels, dans un article intitulé Le désir, la jeune fille et la mère publié dans Libération, évoque le climat délétère et le diktat sur les jeunes filles induits par l’esthétique de David Hamilton. Alain Finkielkraut, sur France Inter le 9 octobre, évoque le style du photographe pour justifier l'affaire Roman Polanski.
Dans les années 2000, les mœurs ayant évolué, le style de David Hamilton passe de mode. En raison de nombreuses et retentissantes affaires de pédophilie, le goût du photographe pour les « nymphettes » éveille désormais les soupçons, quand il n'est pas ouvertement accusé de perversion,,. Il continue cependant d'exposer ses œuvres dans des galeries,.

#### Style
Dès la fin des années 1960, son style est clairement reconnaissable, notamment par son usage du flou artistique. Les critiques parlent de « flou hamiltonien » ou de « lumière hamiltonienne ». Le photographe crée un effet de craquelures aux couleurs pastel, de halo de pâleur d'inspiration impressionniste qui sont sa marque de fabrique. Son œuvre est essentiellement composée de photographies d'adolescentes, dans des positions lascives ou romantiques,, et, dans quelques autres œuvres, de fleurs et natures mortes, de paysages et de portraits,. Il a parfois été avancé que David Hamilton obtenait ses effets de flou en posant un bas sur l'objectif ; Catherine Breillat, qui l'a côtoyé à l'époque de Bilitis dont elle était la scénariste, rapporte que le photographe obtenait en réalité son flou « tout simplement en soufflant sur l'objectif » puis en attendant que la buée s'estompe légèrement sur la lunette.
Le travail de David Hamilton se distingue notamment par son goût pour les « jeunes filles en fleurs ». Le photographe choisit comme modèles des adolescentes souvent originaires des pays nordiques, blondes, longilignes, la peau très claire, les seins qui pointent. Certains de ces modèles, qu'il choisit toujours à un âge « de 16 ans maximum », deviennent des top model par la suite, comme Rachel Hunter ou Paulina Porizkova. Il explique son attrait de l'adolescence par une quête de pureté, comparant son travail aux œuvres du peintre Balthus et de l'écrivain Nabokov.
Son style se veut intemporel, il exclut des photographies tout ce qui pourrait marquer une époque : objet, robe de marque, coiffure datée.
David Hamilton s'inspire de la peinture pour ses compositions. Les paysages de Gustave Le Gray, les natures mortes de Giorgio Morandi, les nus de Robert Demachy et les danseuses d'Edgar Degas sont cités parmi ses influences picturales. Il a publié quatorze albums (hors rétrospectives) vendus environ à 1 700 000 exemplaires. Outre ses expositions, ses photos ont servi à illustrer des calendriers, des cartes postales et des posters vendus à travers le monde, ce qui lui a notamment permis de devenir l'un des photographes les plus connus des Français. Il a inspiré des artistes et créateurs de mode comme Erin Fetherston, Francisco Costa, Julien Macdonald, Roberto Cavalli, Tara Jarmon ou Guido Palau,.
Il a longtemps utilisé un Minolta SRT 303 et des optiques Minolta MC Rokkor.

## Controverses et accusations

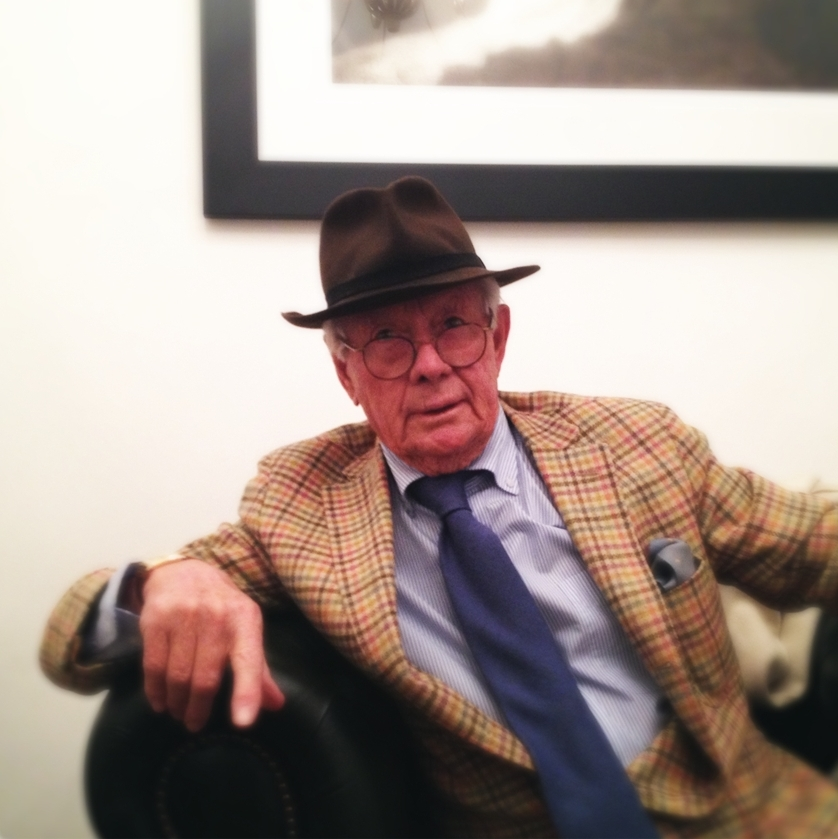
David Hamilton photographié en 2012 par François Besch.

Depuis les années 1970, le travail de David Hamilton marque un goût prononcé pour la mise en scène et la représentation d’adolescentes dénudées, voire nues. En tant que tel, il fera l'objet de critiques croissantes et d'accusations pour ses tendances apparentées à de la pédophilie. Sous l'effet des affaires de pédophilie qui éclatent à la fin des années 1990, ses photos sont souvent qualifiées de lubriques ou perverses, voire comparées à de la pédopornographie, à l'instar de celles d'autres photographes comme Sally Mann ou Jock Sturges,. Des groupes de conservateurs chrétiens aux États-Unis s'en sont pris aux librairies diffusant ses ouvrages.
En 2015, le photographe déplore qu'il y ait eu « un avant et un après Dutroux » et « qu'on ne puisse plus prendre en photo une jeune fille, [...] que ce soit devenu un tabou en France ». Sur le tard, il renonce aux photos de jeunes filles pour réaliser des natures mortes, essentiellement des photos de fleurs. Il se défend cependant de tout comportement déplacé à l'égard des adolescentes qui ont posé pour lui. Au journal Le Parisien qui lui demande s'il n'a jamais désiré ses modèles, il répond : « Il y a du désir dans mes photos, bien sûr. L'art sans sexe n'existe pas. [...] Mais c'est tout dans la tête, ce sont des fantasmes. »
Dans les années 2000, un homme de 49 ans résidant dans le Surrey est poursuivi pour possession de 19 000 représentations « indécentes » d'enfants. Une partie des clichés sont de David Hamilton. L'homme est finalement condamné à une peine légère,. En 2010, près de Londres, un homme est condamné puis relaxé en appel pour possession de matériel pédopornographique. Il possédait quatre livres, dont L'Âge de l'innocence de David Hamilton ainsi que Still Time de Sally Mann,,.

### Accusations de viol sur mineures en 2016
En octobre 2016, l'animatrice Flavie Flament publie La Consolation, un roman autobiographique dans lequel elle affirme avoir été violée en 1987, au Cap d'Agde, alors qu'elle avait 13 ans, par un célèbre photographe aujourd'hui âgé de 83 ans. Elle affirme avoir souffert d'amnésie traumatique et n'avoir retrouvé ce souvenir qu'en 2009, avec l'aide d'un psychiatre. Interrogée dans les médias, elle explique qu'elle ne peut nommer son violeur en raison du délai de prescription dans la loi française,. L'animateur Thierry Ardisson, recevant Flavie Flament dans son émission Salut les Terriens !, prononce le nom (bipé à l'antenne) du violeur présumé. Dans les jours qui suivent, David Hamilton est cité par plusieurs médias, ainsi que sur les réseaux sociaux, comme pouvant être le photographe évoqué dans le livre de Flavie Flament,.
David Hamilton fait publier par son avocat un droit de réponse,. Il s'y insurge contre les journalistes qui rapportent « d'abominables diffamations » et affirme n'avoir jamais été l'auteur des « comportements criminels imputés ». Dans le même temps, la mère et le frère de Flavie Flament semblent mettre en doute ses accusations envers le photographe en les ramenant à un conflit familial.
Le 17 novembre 2016, L'Obs publie le témoignage anonyme de trois autres femmes déclarant avoir été violées, pendant leur adolescence et dans des situations similaires, par David Hamilton. L'une d'entre elles situe les faits la concernant en 1967, les deux autres dans les années 1980. Une plainte déposée en 1997 par l'une d'entre elles a été classée sans suite (même si David Hamilton reconnaît des caresses « sur les fesses, les seins, les hanches, le ventre » mais pas de relation sexuelle). Les faits paraissent prescrits dans les trois cas,. Le lendemain, Flavie Flament, encouragée par ces nouveaux témoignages, confirme que l'homme qu'elle accuse est bien David Hamilton. Le 23 novembre, le photographe fait part de son intention de déposer « plusieurs plaintes [en diffamation] ». Il n'en fera rien car il meurt deux jours plus tard.

### Mort
Le 25 novembre 2016, David Hamilton est retrouvé mort dans son appartement de quarante mètres carrés au premier étage d'un immeuble du boulevard du Montparnasse, dans le 6e arrondissement de Paris. Sa tête est couverte d'un sac plastique ,,. Le rapport d'autopsie policière conclut à une mort par asphyxie ; la thèse du suicide reste la plus probable et privilégiée. L'un des amis les plus proches du photographe déclare que ce dernier « n'était ni malade ni dépressif » et avait, quelques heures avant sa mort, discuté avec un collaborateur de « plusieurs projets en cours » dont des expositions et « un film sur Saint-Tropez pour Arte ».
Quelques heures après l'annonce du décès du photographe, Flavie Flament réagit en évoquant « les nombreuses petites filles [violées] » et en regrettant que « par sa lâcheté, [David Hamilton] nous condamne à nouveau au silence et à l'incapacité de le voir condamné. L'horreur de cette annonce ne saura jamais effacer celles de nos nuits blanches »,. Deux jours plus tard, L'Obs publie le témoignage d'une cinquième femme, Élodie, dont le prénom est explicitement cité, et qui s'exprime cette fois-ci à visage découvert. Elle déclare avoir été violée en 2007 et avoir déposé une plainte l'année suivante qui avait alors débouché sur un non-lieu. Cependant, en 2016, ces faits restaient en principe non prescrits et rien n'interdisait a priori la réouverture d'une information pour charge nouvelle,,. La mort du photographe éteint l'action de la justice.

### Conséquences de l'affaire
L'affaire a pour conséquence de relancer en France le débat sur la prescription en matière d'abus sexuels sur mineur. La ministre des Familles, de l'Enfance et des Droits des femmes Laurence Rossignol confie à Flavie Flament, assistée d'un magistrat, la responsabilité d'une mission sur les délais de prescription. En avril 2017, la mission propose d'allonger le délai de vingt à trente ans dans les cas de crimes sexuels commis sur des mineurs. Cette disposition est adoptée en août 2018 dans la loi sur les violences sexuelles et sexistes .

## Expositions
Quelques expositions mettant à l'honneur des œuvres de David Hamilton.
- Biennale de Paris, Paris, 1985
- Festival Manifesto, Toulouse, 2007
- Biennale d'art contemporain de Lyon, 2007[57]
- White Now, galerie Seine 51, avec Achot Achot, Isabel Munoz, Philippe Perrin, 2008
- Hommage à la peinture, Bruxelles, 2011
- Le Songe de Poliphile, Paris, mars 2012
- White House welcomes David Hamilton, Luxembourg, 22 novembre - 22 décembre 2012
- Boutiques YellowKorner, Paris & province, 29 mai -12 septembre 2013[58]
- Artcube, Paris, 17 décembre 2013 - 28 février 2014

## Livres
- Rêves de jeunes filles (préf. Alain Robbe-Grillet), Paris, Robert Laffont, 1971, 142 pages (ISBN 978-2-221-02562-8)
- La Danse, Paris, Robert Laffont, 1972, 104 p. (ISBN 978-3937406183)
- Les Demoiselles d'Hamilton, texte d'Alain Robbe-Grillet, - édition française de Sisters, Robert Laffont, Paris, 142 pages (1973)  (ISBN 978-2-221-50051-4)
- Souvenirs, Robert Laffont, Paris, 120 pages (1974)  (ISBN 978-0002167369)
- The best of David Hamilton, Robert Laffont, Paris, 142 pages (1976)  (ISBN 978-0688004033)
- La Collection privée de David Hamilton, Robert Laffont, Paris, 126 pages (1976)  (ISBN 978-0688030537)
- L'Album de Bilitis - Souvenirs photographiques de son premier film, Robert Laffont, Paris, 112 pages (1977)  (ISBN 978-2221025611)
- La Jeune Fille, Robert Laffont, Paris, 108 pages (1978)  (ISBN 978-2221500262)
- Jardin secret, Agep, Paris, 142 pages (1980)
- Tendres Cousines - Souvenirs photographiques de son film, Filipacchi, Paris, 108 pages (1981)  (ISBN 978-2744160929)
- Un été à Saint-Tropez - Souvenirs photographiques de son film, Filipacchi, Paris, 118 pages (1982)  (ISBN 978-2850184284)
- Hommage à la peinture, Agep, Paris, 142 pages (1984)
- Venise, Vilo, Paris, 94 pages (1989)  (ISBN 978-3937406091)
- Fleurs, Vilo, Paris, 120 pages (1990)  (ISBN 978-1559700603)
- Vingt-cinq Ans d'un artiste, Denoël, Paris, 316 pages (1992)  (ISBN 978-1854102669)
- L'Âge de l'innocence, Denoël, Paris, 214 pages (1995)  (ISBN 978-1854103048)
- Le Monde de David Hamilton - édition française de A place in the sun, Denoël, Paris, 202 pages (1996)  (ISBN 978-1854104311)
- David Hamilton - Rétrospective, La Martinière, Paris, 332 pages (2006)  (ISBN 978-2-7324-3498-8)

## Filmographie
- 1972 : Love! Love! Love! (téléfilm documentaire), scénariste
- 1975 : Hildegard Knef und ihre Lieder (documentaire), réalisateur avec François Reichenbach et Gérard Vandenberg
- 1977 : Bilitis, réalisateur et producteur
- 1979 : Laura, les ombres de l'été, réalisateur et histoire originale
- 1980 : Tendres Cousines, réalisateur
- 1982 : Un été à Saint-Tropez, réalisateur et scénariste
- 1984 : Premiers Désirs, réalisateur ; réédité en DVD par les éditions Traversière republient (2004)